# Escepticisme científic
L'escepticisme científic, també anomenat escepticisme racional o, a vegades, investigació escèptica, és una postura epistemològica en què hom qüestiona la veracitat d'afirmacions mancades d'una prova empírica. Generalment, un científic escèptic es dedica a examinar críticament afirmacions i teories que considera alienes a la ciència convencional.

## Característiques
Igual com un científic, l'objectiu d'un escèptic científic consisteix a establir quines són les afirmacions basades en l'experimentació i en el principi de falsabilitat, i quines les que es basen només en la fe, anècdotes o en afirmacions no sotmeses a la falsabilitat.
Els escèptics dirigeixen les seves crítiques vers afirmacions que consideren implausibles, dubtoses o clarament contradictòries amb la ciència. Per això, a diferència dels científics, no es dediquen pas a investigar en la verificació o falsació d'hipòtesis creades pels estudiosos de la seva disciplina científica. Els escèptics no afirmen pas que les afirmacions sobre fets inusuals hagin de ser rebutjades automàticament a priori sinó que argumenten que les afirmacions sobre fenòmens paranormals o anòmals han de ser examinades críticament i que aquesta mena d'afirmacions requereixen una prova molt concloent abans de ser admeses, és a dir, l'escèptic mai no es considera en l'obligació o en la necessitat de demostrar que determinades afirmacions són falses, és qui fa una afirmació qui n'ha de provar la veracitat; l'escèptic es limita a considerar si l'afirmació ha estat provada o no.
La crítica dels escèptics s'acostuma a dirigir contra l'astrologia, la ufologia, la percepció extrasensorial, la parapsicologia, fets que qualifiquen de pseudociència.
Des d'un punt de vista científic, les teories es jutgen sobre diferents criteris com ara la falsabilitat, el principi de la navalla d'Occam i la capacitat d'explicació, com també el nivell en què les seves prediccions concorden amb els resultats dels experiments. Un cert escepticisme és una part del mètode científic; així, per exemple, un resultat experimental no es considera acceptat fins que no es mostra repetible.

## Els perills de la pseudociència
L'escepticisme és una aproximació a afirmacions estranyes o inusuals en què, no havent-hi proves concloents, és millor el dubte que la creença. Aquest és un principi personal que no implica pas que els escèptics hagin de pretendre convertir la gent a les seves creences. Així, la pregunta és que quin és el perill del pensament màgic i de la pseudociència.
Plató considerava una noble tasca alliberar una persona de la seva ignorància malgrat la seva resistència inicial. Els escèptics moderns tracten aquesta qüestió de diferents maneres. Així, James Randi sovint se centra en la qüestió del frau, assenyalant, a partir de casos demostrats, com alguns promotors de pràctiques pseudocientífiques hi guanyen diners, tot i ser secretament conscients que són falses. Alguns crítics de les medicines alternatives assenyalen els mals consells donats per practicants poc qualificats, els quals poden provocar greus problemes de salut o, fins i tot, la mort. Richard Dawkins assenyala la religió com a font de violència i considera el creacionisme com una amenaça contra la biologia; també hi ha escèptics contraris a les noves sectes i religions perquè es basen en suposats miracles obrats pel líder del grup, com també critiquen algunes creences per trobar-les extravagants o irracionals.
L'ideal dels escèptics seria aconseguir que cadascú pogués basar les seves idees i creences en proves més que no pas en cap tipus d'autoritat, escèptica o del tipus que sigui.

## Escèptics famosos
- Isaac Asimov.
- Banachek, participant en el Project Alpha.
- Stephen Barrett, especialista en la crítica a les medicines alternatives, webmaster de Quackwatch.
- Susan Blackmore, parapsicòloga, escriptora i conferenciant.
- Robert Todd Carroll, autor del Skeptic's Dictionary i del web que hi va associat.
- Milbourne Christopher, cofundador del CSICOP.
- Richard Dawkins, zoòleg, autor del Gen egoista, dedicat a l'estudi de l'evolució en la biologia; s'ha distingit per la seva oposició a l'ensenyament del creacionisme i de les teories del disseny intel·ligent a les escoles del Regne Unit i dels Estats Units d'Amèrica
- Daniel Dennett, filòsof americà, Professor Austin B. Fletcher de Filosofia, i codirector del Centre d'Estudis Cognitius a la universitat de Tuft.
- Ann Druyan, divulgadora científica i actual directora de la Planetary Society. Druyan és la vídua de Carl Sagan.
- Kendrick Frazier, editor del Skeptical Inquirer.
- Martin Gardner, matemàtic, col·laborador de la revista Scientific American.
- Ben Goldacre, autor de la columna Bad Science al diari britànic The Guardian.
- Sven Ove Hansson, professor de filosofia a l'Institut Reial de Tecnologia de Suècia.
- Douglas Hofstadter, investigador en ciència cognitiva i intel·ligència artificial, guanyador d'un Premi Pulitzer i col·laborador ocasional del Scientific American, és membre de la The Skeptics Society.
- Harry Houdini, examinà l'espiritisme i els poders de les mèdiums.
- Ray Hyman, investigador en parapsicologia.
- Penn Jillette i Teller, integrants del duo de prestidigitadors Penn & Teller.
- Philip J. Klass, estudiós d'ufologia.
- Paul Kurtz, fundador del CSICOP.
- Joe Nickell, investigador de fenòmens paranormals.
- James Oberg, ufòleg escèptic.
- Robert L. Park, professor de física, divulgador científic i autor del llibre Voodoo Science.
- Philip Plait, astrònom americà creador del web Bad Astronomy Arxivat 2005-08-15 a Wayback Machine..
- Jon Donnis, estudiós britànic de fets paranormals, autor del web Bad Psychics.
- Basava Premanand, editor de la revista Indian Skeptic i president del CSICOP de l'Índia.
- Benjamin Radford, director editorial del Skeptical Inquirer.
- James Randi, prestidigitador i crític de la pseudociència; un dels seus principals objectes de crítica són els pretesos poders paranormals d'Uri Geller.
- Carl Sagan, astrònom americà pioner en l'estudi d'exobiologia i promotor de la recerca d'intel·ligència extraterrestre, així com divulgador científic amb la seva sèrie televisiva i el seu llibre Cosmos. També fundà la Planetary Society, ara dirigida per la seva vídua Ann Druyan. És autor del llibre The Demon Haunted World: Science as a Candle in the Dark, dedicat a promoure l'escepticisme científic entre el que ell considerava un públic perillosament massa crèdul.
- Eugenie Scott, antic director executiu del National Center for Science Education (NCSE), crític del creacionisme i del seu brot, el disseny intel·ligent.
- Robert Sheaffer, UFO investigador.
- Michael Shermer fundador de The Skeptics Society, i editor de la seva revista Skeptic Magazine, i també col·laborador de la columna Skeptic del Scientific American, columna Skeptic.
- Marcello Truzzi, primer editor del Skeptical Inquirer.

## Webs escèptiques
- Skeptic and Related Websites Arxivat 2007-04-12 a Wayback Machine..
- Skeptic Planet Arxivat 2007-03-18 a Wayback Machine..